# Бурдейна Наталія Андріївна
Наталія Андріївна Бурдейна (нар. 30 січня 1974, Одеса) — українська лучниця, призерка Олімпійських ігор у стрільбі з лука (2000), Заслужений майстер спорту України.

## Біографія
Народилася в Одесі 30 січня 1974 року. У 1986 році вона почала займатись стрільбою з лука. У 1998 році закінчила Південноукраїнський державний педагогічний університет імені К. Д. Ушинського.
Наталія Бурдейна тренувалася в спортивному товаристві «Динамо-Локомотив» в Одесі.
На Олімпіаді у Сіднеї у 2000 році стала срібною призеркою у командних змаганнях. У цьому ж році Наталя отримала звання заслуженого майстра спорту, нагороджена орденом княгині Ольги III ступеня.
Чемпіонка світу (США, 2003) у командному, бронзова призерка в особистому заліках, чемпіонка світу у закритому приміщенні (Данія, 2005) в особистому і срібна призерка у командних заліках, бронзова призерка чемпіонату світу (Італія, 2001) в особистих та командних заліках. Рекордсменка світу і Європи (1999). Виступала за команди спортивного товариства «Україна» (1988—2002), «Динамо» (від 2002, обидва — Одеса). Тренери — О. Блажевич, А. Кивайло.
Тренер Спортивного комітету Державної прикордонної служби України.

## Нагороди
- орден княгині Ольги III ступеня (2015);
- орден княгині Ольги II ступеня (6 березня 2019) — за значний особистий внесок у соціально-економічний, науково-технічний, культурно-освітній розвиток Української держави, захист державного суверенітету і територіальної цілісності України, багаторічну сумлінну працю та високий професіоналізм[1].